# Premio Cinearti La chioma di Berenice
Il Cinearti La Chioma di Berenice è un premio cinematografico italiano assegnato annualmente dal 1998 agli artigiani ed artisti attivi nel mondo del cinema (acconciatori, truccatori, costumisti, scenografi, arredatori e compositori musicali) creato e promosso da CNA (Confederazione Nazionale dell'Artigianato e delle Piccola e Media Impresa). Il premio prende il nome dalla statua omonima una cui riproduzione in miniatura viene assegnata ai vincitori durante la cerimonia di premiazione.

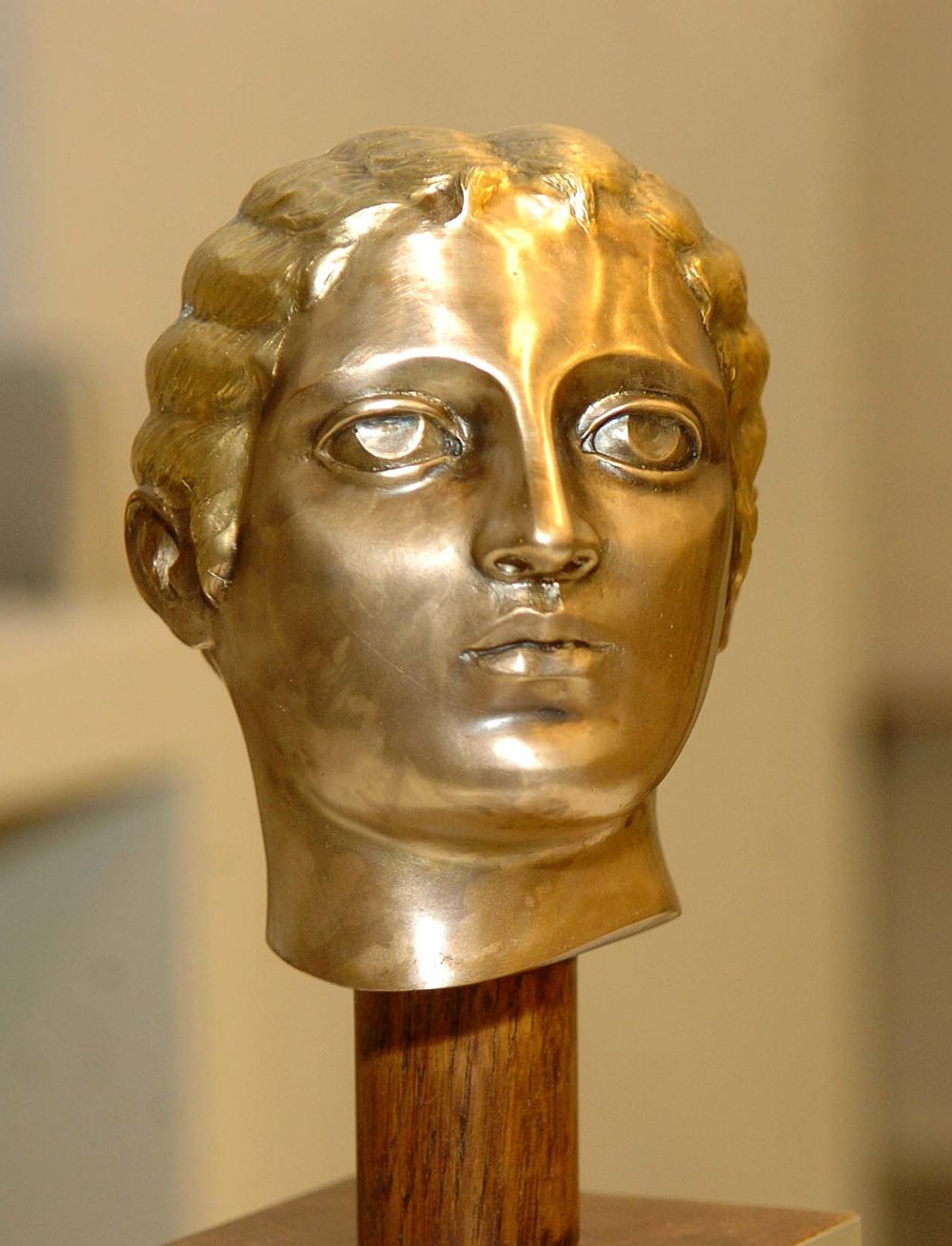
Il Premio Internazionale Cinearti "La Chioma di Berenice" (fotografia 2007)

## Storia
Il premio è stato istituito nel 1998, nel centenario della nascita del cinema (1898). La prima edizione del 1998, svoltasi a Cattolica, assegnò tre riconoscimenti alla carriera, ai quali, dalla successiva edizione di Bologna nel 1999, si sono aggiunti due premi annuali, riferiti alla precedente stagione cinematografica, ed un premio speciale della giuria.
Dal 2002 nell'ambito del premio sono istituiti due premi speciali per i giovani talenti del cinema, con il riconoscimento della targa Cinecittà studios (premio speciale per uno scenografo) e della targa speciale Max Factor (premio speciale per un truccatore o un acconciatore).
Dal 2004 la cerimonia del premio si è trasferita a Roma, con l'istituzione delle categorie dei premi per la fiction televisiva, per acconciatori, truccatori e costumisti.
Nel 2008 il premio viene inserito all'interno della sezione “Risonanze” del Festival del Cinema di Roma ed insignito di una Medaglia d'Argento da parte del Presidente della Repubblica Giorgio Napolitano.
Nel 2009 il premio Cinearti "La Chioma di Berenice" viene confermato nella categoria “Risonanze” del Festival del Cinema di Roma e riceve una seconda medaglia speciale dal presidente della Repubblica Giorgio Napolitano.
Nel 2010 viene presentato all'interno del Festival Internazionale del Film di Roma il volume monografico “Un premio tra arte e bellezza”, celebrativo delle prime dodici edizioni.
Nel 2011 il premio cinearti "La Chioma di Berenice" promuove all'interno del Festival internazionale del Film di Roma il documentario “In arte Lilia Silvi” di Mimmo Verdesca ed assegna due riconoscimenti speciali alla Carriera per le categorie di Acconciatura e Recitazione.
Dal 2012 al 2014 il premio Cinearti "La Chioma di Berenice" viene riconfermato nella categoria "Risonanze" del Festival Internazionale del Film di Roma.
Nel 2013 la giuria del premio istituisce il riconoscimento per la categoria musicisti e compositori di colonne sonore.
Nel 2019 la giuria del premio istituisce i premi per le categorie di recitazione, regia, produzione e montaggio.

## Organizzazione
Dalla prima edizione i riconoscimenti sono stati conferiti ai film presentati nel corso dell'anno commerciale. A partire dal 2006 si è adottato il sistema di votazione dell'Academy Awards: i vincitori emergono dall'esito di una votazione della giuria tecnica (nominata annualmente dai promotori del premio) sulla base di cinquine di candidati individuati dai vincitori delle passate edizioni.

## I riconoscimenti
Il premio prende il nome dal personaggio storico della regina Berenice e dall'elegia che le dedicò il poeta Callimaco. La regina è raffigurata nella statuetta, alta circa 25 cm, che viene assegnata ai vincitori durante la cerimonia di premiazione. Dal 1998 al 2011, la statuetta del premio è stata realizzata dall'orafo bolognese Marco Casagrande e il suo disegno è ispirato a statuette di epoca classica. Dal 2012 la statuetta è realizzata dal laboratorio artigiano Poigneè di Roma.

### Riconoscimenti alla carriera
A partire dalla prima edizione sono stati attribuiti premi alla carriera a diverse categorie di professionisti del cinema, nelle categorie degli acconciatori, dei truccatori, e dei costumisti. Dal 2006 è stato istituito anche un premio alla carriera per gli attori. Dal 2009, su indicazione dei promotori, la giuria può assegnare riconoscimenti a professionisti appartenenti a tutte le categorie del cinema. Nel 2010, 2012 e 2014 la giuria del premio non ha assegnato il riconoscimento.
- 1998: 
  - Maria Teresa Corridoni (acconciatrice)
  - Mirella Ginnoto (acconciatrice)
  - Piero Tosi (costumista)
- 1999: 
  - Milena Canonero (costumista)
  - Jole Cecchini (acconciatrice)
  - Manlio Rocchetti (truccatore)
- 2000: 
  - Franco Corridoni  (truccatore)
  - Maria Grazia De Rossi (acconciatrice)
  - Gabriella Pescucci (costumista)
  - Otello Sisi  (truccatore)
- 2001: 
  - Nilo Iacoponi (truccatore)
  - Elda Magnanti (acconciatrice)
  - Maurizio Millenotti (costumista)
- 2002: 
  - Walter Cossu (truccatore)
  - Giancarlo De Leonardis (acconciatore)
  - Danilo Donati (costumista)
- 2003: 
  - Pupi Avati (regista)
  - Giancarlo Giannini (attore)
  - Fabrizio Sforza (truccatore)
  - Franca Squarciapino (costumista)
  - Mauro Tamagnini (acconciatore)
- 2004:
  - Francesco Freda (truccatore)
  - Amalia Paoletti (acconciatrice)
  - Alberto Verso (costumista)
- 2005: 
  - Gianna Gissi (costumista)
  - Aldo Signoretti (acconciatore)
  - Gino Zamprioli (truccatore)
- 2006: 
  - Leo Gullotta (attore)
- 2007:
  - Dario Fo (attore, regista e scenografo)
- 2008: 
  - Mariangela Melato (attrice)
  - Giuliano Montaldo (attore e regista)
  - Giovanna Ralli (attrice)
- 2009:
  - Ezio Di Monte (arredatore)
  - Lisa Gastoni (attrice)
  - Mario Monicelli (regista)
  - Vittorio Storaro (direttore della fotografia)
- 2011: 
  - Adriano Carboni (acconciatore)
  - Lilia Silvi (attrice)
- 2013: 
  - Ennio Morricone (compositore e direttore d'orchestra)
- 2015: 
  - Pino Donaggio (compositore)
- 2016: 
  - Enrico Job (scenografo)
- 2017:
  - Pierfrancesco Pingitore (regista)
- 2018:
  - Enrico Vanzina (sceneggiatore)
- 2024:
  - Franco Nero (attore)
  - Nino Celeste (direttore della fotografia)

### Riconoscimenti per il Cinema

#### Migliori acconciature cinematografiche
Il premio non è stato assegnato nel 2000 e nel 2017 e nel periodo 2003-2005. Dal 2007 al 2009 sono stati assegnati due premi distinti, per le produzioni internazionali e per quelle nazionali.
- 1999: Marco Zanardi (per Il testimone dello sposo di Pupi Avati)
- 2001: Giusy Bovino (per Malèna di Giuseppe Tornatore)
- 2002: Aldo Signoretti (per Moulin Rouge! di Baz Luhrmann)
- 2006: Maria Teresa Corridoni (per Casanova di Lasse Hallström)
- 2007:
  - Desireè Corridoni (per Marie Antoinette di Sofia Coppola) per le produzioni internazionali
  - Stefano Ceccarelli (per Nuovomondo di Emanuele Crialese) per le produzioni nazionali
- 2008:
  - Aldo Signoretti (per Go Go Tales di Abel Ferrara) per le produzioni internazionali
  - Mirella Ginnoto (per I demoni di San Pietroburgo di Giuliano Montaldo) per le produzioni nazionali
- 2009: 
  - Alberta Giuliani (per Vincere di Marco Bellocchio) 
  - Aldina Governatori (per Galantuomini di Edoardo Winspeare)
- 2012: Ferdinando Merolla (per Romanzo di una strage di Marco Tullio Giordana)
- 2013: Luca Vannella (per Biancaneve e il cacciatore di Rupert Sanders)
- 2014: Giorgio Gregorini (per L'ultima ruota del carro di Giovanni Veronesi)
- 2015: Francesco Pegoretti (per Il racconto dei racconti - Tale of Tales di Matteo Garrone)
- 2016: Aldo Signoretti e Marco Perna (per Zoolander 2 di Ben Stiller)
- 2018: Francesco Pegoretti (per Napoli velata di Ferzan Özpetek)
- 2019: Alberta Giuliani (per 5 è il numero perfetto di Igor Tuveri)
- 2024: Alberta Giuliani (per Rapito di Marco Bellocchio)

#### Miglior trucco cinematografico
Il premio non è stato assegnato nel 2000 e nel 2017 e nel periodo 2004-2005. Dal 2007 al 2009 sono stati assegnati due premi distinti, per le produzioni internazionali e per quelle nazionali.
- 1999: Alessandro Bertolazzi (per Il testimone dello sposo di Pupi Avati)
- 2001: Luigi Rocchetti (per Titus di Julie Taymor e per U571 di Jonathan Mostow)
- 2002: Maurizio Silvi (per Moulin Rouge! di Baz Luhrmann)
- 2003: Federico Laurenti (per Gangs of New York di Martin Scorsese)
- 2006: Gino Tamagnini (per Casanova di Lasse Hallström)
- 2007:
  - Vittorio Sodano ed Aldo Signoretti (per Apocalypto di Mel Gibson) per le produzioni internazionali
  - Walter Cossu (per Nuovomondo di Emanuele Crialese) per le produzioni nazionali
- 2008:
  - Giancarlo Del Brocco (per Go Go Tales di Abel Ferrara) per le produzioni internazionali
  - Vittorio Sodano (per Il divo di Paolo Sorrentino) per le produzioni nazionali
- 2009: Franco Corridoni (per Vincere di Marco Bellocchio)
- 2012: Enrico Iacoponi (per Romanzo di una strage di Marco Tullio Giordana)
- 2013: Maurizio Silvi (per Il grande Gatsby di Baz Luhrmann)
- 2014: Enrico Jacoponi (per La sedia della felicità di Carlo Mazzacurati)
- 2015: Gino Tamagnini e Diego Prestopino (per Il racconto dei racconti - Tale of Tales di Matteo Garrone)
- 2016: Maurizio Silvi (per Zoolander 2 di Ben Stiller)
- 2018: Dalia Colli, Lorenzo Tamburini (per Dogman di Matteo Garrone)
- 2019: Franco Casagni (per La mossa del cavallo: c'era una volta Vigata di Gianluca Maria Tavarelli)

#### Migliori costumi cinematografici
Istituito a partire dal 2000, il premio non è stato assegnato nel periodo 2003-2005. Dal 2007 al 2009 sono stati assegnati due premi distinti, per le produzioni internazionali e per quelle nazionali.
- 2000: Anna Anni, Alberto Spiazzi e Jenny Beavan (per Un tè con Mussolini di Franco Zeffirelli)
- 2001: Alessandro Lai (per Rosa e Cornelia di Giorgio Treves)
- 2002: Francesca Livia Sartori (per Il mestiere delle armi di Ermanno Olmi)
- 2006: Gabriella Pescucci e Carlo Poggioli (per I fratelli Grimm e l'incantevole strega di Terry Gilliam)
- 2007: Mariano Tufano (per Nuovomondo di Emanuele Crialese), per le produzioni italiane
- 2008:
  - Gemma Mascagni (per Go Go Tales di Abel Ferrara) per le produzioni internazionali
  - Elena Del Guerra (per L'uomo privato di Emidio Greco) per le produzioni italiane
- 2009: Sergio Ballo (per Vincere di Marco Bellocchio)
- 2012: Catia Dottori (per Il cuore grande delle ragazze di Pupi Avati)
- 2013: Maurizio Millenotti (per La migliore offerta di Giuseppe Tornatore)
- 2014: Bettina Pontiggia (per Il capitale umano di Paolo Virzì)
- 2015: Massimo Cantini Parrini (per Il racconto dei racconti - Tale of Tales di Matteo Garrone)
- 2016: Mary Montalto (per Lo chiamavano Jeeg Robot di Gabriele Mainetti)
- 2017: Andrea Sorrentino (per I'm - Infinita come lo spazio  di Anne Riitta Ciccone)
- 2018: Maurizio Millenotti, Giovanni Casalnuovo (per The Happy Prince - L'ultimo ritratto di Oscar Wilde di Rupert Everett)
- 2019: Nicoletta Taranta (per 5 è il numero perfetto di Igor Tuveri)
- 2024: Carlo Poggioli (per The Palace di Roman Polanski)

#### Miglior scenografia cinematografica
Istituito nel 2007 su proposta dell'Associazione italiana scenografi, costumisti e arredatori. Dal 2007 al 2009 sono stati assegnati due premi distinti, per le produzioni internazionali e per quelle nazionali.
- 2007: Lorenzo Baraldi (per Le rose del deserto di Mario Monicelli)
- 2008:
  - Dante Ferretti (per Sweeney Todd di Tim Burton) per le produzioni internazionali
  - Francesco Frigeri (per I Viceré di Roberto Faenza e per I demoni di San Pietroburgo di Giuliano Montaldo) per le produzioni italiane
- 2009: Davide Bassan (per Tutta la vita davanti di Paolo Virzì)
- 2012: Dante Ferretti (per Hugo Cabret di Martin Scorsese)
- 2013: Maurizio Sabatini e Raffaella Giovannetti (per La migliore offerta di Giuseppe Tornatore)
- 2014: Mauro Radaelli (per Il capitale umano di Paolo Virzì)
- 2015: Dimitri Capuani e Alessia Anfuso (per Il racconto dei racconti - Tale of Tales di Matteo Garrone)
- 2016: Paki Meduri (per Suburra di Stefano Sollima)
- 2017: Marcello Di Carlo (per In guerra per amore di Pif)
- 2018: Francesco Bronzi (per Agadah di Alberto Rondalli)
- 2019: Nello Giorgetti (per 5 è il numero perfetto di Igor Tuveri)
- 2024: Carmine Guarino (per Comandante di Edoardo De Angelis)

#### Migliore colonna sonora cinematografica
Istituito nel 2013 su proposta della giuria del premio.
- 2013: Mauro Pagani (per Educazione siberiana di Gabriele Salvatores)
- 2014: Santi Pulvirenti (per La mafia uccide solo d'estate di Pierfrancesco Diliberto)
- 2015: Gabriele Roberto (per La prima volta (di mia figlia) di Riccardo Rossi)
- 2016: Sandro Di Stefano (per Fantasticherie di un passeggiatore solitario di Paolo Gaudio)
- 2017: Pivio ed Aldo De Scalzi (per Ammore e malavita dei Manetti Bros.)
- 2018: Antonio Fresa, Luigi Scialdone (per Gatta Cenerentola di Alessandro Rak, Ivan Cappiello, Marino Guarnieri e Dario Sansone)
- 2019: D-Ross&Startuffo (per 5 è il numero perfetto di Igor Tuveri)
- 2022: Pasquale Scialò (per Ariaferma di Leonardo Di Costanzo)

#### Miglior arredamento cinematografico
Istituito nel 2008 su proposta dell'Associazione italiana scenografi, costumisti e arredatori. Il premio non viene più assegnato dalla giuria dal 2012.
- 2008:
  - Francesca Lo Schiavo (per Sweeney Todd di Tim Burton) per le produzioni internazionali
  - Alessandra Mura (per Il divo di Paolo Sorrentino) per le produzioni italiane
- 2009: Laura Casalini (per Vincere di Marco Bellocchio)
- 2012: Francesca Lo Schiavo (per Hugo Cabret di Martin Scorsese)
- 2024: Valeria Vecellio (per Rapito di Marco Bellocchio)

#### Miglior montaggio cinematografico
Riconoscimento istituito nel 2019 su proposta del promotore del premio.
- 2019: Esmeralda Calabria e Walter Fasano (per 5 è il numero perfetto di Igor Tuveri)
- 2024: Marco Spoletini (per Io capitano di Matteo Garrone)
- 2025: Giuseppe Trepiccione (per Le Déluge - Gli  ultimi giorni di Maria Antonietta di Gianluca Iodice)

#### Miglior regista cinematografico
Riconoscimento istituito nel 2019 su proposta del promotore del premio.
- 2019: Igor Tuveri (per 5 è il numero perfetto)

#### Miglior produttore cinematografico
Riconoscimento istituito nel 2019 su proposta del promotore del premio.
- 2019: Angelo Barbagallo (per Lo spietato di Renato De Maria)
- 2021 Mario Mazzarotto  (per Non Odiare (film 2020) di Mauro Mancini)

#### Miglior produttrice cinematografica
Riconoscimento istituito nel 2019 su proposta del promotore del premio.
- 2019: 
  - Isabella Cocuzza (per Mio fratello rincorre i dinosauri di Stefano Cipani)
  - Marina Alessandra Marzotto (per 5 è il numero perfetto di Igor Tuveri)

#### Miglior attore cinematografico
Riconoscimento istituito nel 2019 su proposta del promotore del premio.
- 2019: Pierfrancesco Favino (per Il traditore di Marco Bellocchio)

#### Miglior attrice cinematografica
Riconoscimento istituito nel 2019 su proposta del promotore del premio.
- 2019: Claudia Gerini (per A mano disarmata di Claudio Bonivento)

### Riconoscimenti per la fiction televisiva
Nel 2007 sono stati istituiti, su proposta della associazione nazionale truccatori e parrucchieri del cineaudiovisivo, i riconoscimenti per le migliori acconciature e per il miglior trucco, e, su proposta della associazione italiana scenografi costumisti e arredatori, i riconoscimenti per i migliori costumi, per la miglior scenografia e per il miglior arredamento nell'ambito della fiction televisiva.

#### Migliori acconciature per la fiction
- 2007: Giusy Bovino (per Maria Montessori - Una vita per i bambini di Gian Maria Tavarelli)
- 2008: Carlo Barucci (per Guerra e pace di Robert Dornhelm, Brendan Donnison)
- 2009: Stefano Ceccarelli (per David Copperfield di Ambrogio Lo Giudice)
- 2009: Desireé Corridoni (per Coco Chanel di Christian Duguay)
- 2012: Marco Perna (per Walter Chiari - Fino all'ultima risata di Enzo Monteleone)
- 2013: Desiree Corridoni (per Baciamo le mani - Palermo New York 1958 di Eros Puglielli)
- 2014: Mauro Tamagnini (per Altri tempi di Marco Turco)
- 2015: Aldo Signoretti e Ferdinando Merolla (per I Borgia - terza stagione)
- 2016: Alberta Giuliani (per Luisa Spagnoli di Lodovico Gasparini)
- 2017: Alessio Pompei (per In arte Nino di Luca Manfredi)
- 2018: Mirella Ginnoto (per Michelangelo - Infinito di Emanuele Imbucci)
- 2019: Mauro Tamagnini (per Il nome della rosa di Giacomo Battiato)

#### Miglior trucco per la fiction
- 2007: Alberto Blasi (per Mafalda di Savoia di Maurizio Zaccaro)
- 2008: Jeff Goodwin (per Guerra e pace di Robert Dornhelm, Brendan Donnison)
- 2009: Giancarlo Del Brocco (per Coco Chanel di Christian Duguay)
- 2012: Vittorio Sodano (per Walter Chiari - Fino all'ultima risata di Enzo Monteleone)
- 2013: Martina Cossu (per Volare - La grande storia di Domenico Modugno di Riccardo Milani)
- 2014: Gabriella Trani (per Altri tempi di Marco Turco)
- 2015: Elisabetta Emidi (per Romeo e Giulietta di Riccardo Donna)
- 2016: Laura Borzelli (per Luisa Spagnoli di Lodovico Gasparini)
- 2017: Puccio Desiato (per In arte Nino di Luca Manfredi)
- 2018: Giancarlo Del Brocco (per I Medici di Sergio Mimica-Gezzan)
- 2019: Luigi Rocchetti (per Il nome della rosa di Giacomo Battiato)

#### Migliori costumi per la fiction
Il premio non è stato assegnato nel 2017.
- 2007: Sergio Ballo per La stella dei re di Fabio Jephcott)
- 2008: Lia Morandini (per Caravaggio di Angelo Longoni)
- 2009: Simonetta Leoncini (per Lo smemorato di Collegno di Maurizio Zaccaro)
- 2012: Luciano Capozzi (per Titanic - Nascita di una leggenda di Ciaran Donnely)
- 2013: Alfonsina Lettieri (per Caruso, la voce dell'amore di Stefano Reali)
- 2014: Enrica Biscossi (per Anna Karenina di Christian Duguay)
- 2015: Sergio Ballo (per I Borgia - terza stagione)
- 2016: Chiara Ferrantini (per Il paradiso delle signore di Monica Vullo)
- 2018: Alfonsina Lettieri (per La vita promessa di Ricky Tognazzi)
- 2019: Maurizio Millenotti (per Il nome della rosa di Giacomo Battiato)

#### Miglior scenografia per la fiction
Il premio non è stato assegnato nel 2017.
- 2007: Marco Dentici (per Mafalda di Savoia di Maurizio Zaccaro)
- 2008: Giantito Burchiellaro (per Caravaggio di Angelo Longoni)
- 2009: Luca Gobbi (per Il bene e il male di Dario Acocella e Giorgio Serafini)
- 2013: Lorenzo Baraldi (per Trilussa - Storia d'amore e di poesia di Lodovico Gasparini)
- 2014: Nello Giorgetti (per Adriano Olivetti - La forza di un sogno di Michele Soavi)
- 2015: Paki Meduri (per Gomorra - prima stagione)
- 2016: Paki Meduri (per Gomorra - seconda stagione)
- 2018: Francesco Frigeri (per I Medici di Sergio Mimica-Gezzan)
- 2019: Francesco Frigeri (per Il nome della rosa di Giacomo Battiato)

#### Miglior arredamento per la fiction
Istituito nel 2007 su proposta della associazione italiana scenografi, costumisti e arredatori. Il premio non viene più assegnato dalla giuria dal 2012.
- 2007: Stefania Vigna (per Mafalda di Savoia di Maurizio Zaccaro)
- 2008: Enzo Forletta (per Guerra e pace di Robert Dornhelm, Brendan Donnison)

#### Miglior colonna sonora per la fiction
Il premio non è stato assegnato nel 2017.
- 2013: Nicola Piovani (per L’ultimo Papa Re di Luca Manfredi)
- 2014: Stefano Lentini e Niccolò Agliardi (per Braccialetti rossi di Giacomo Campiotti)
- 2015: Stefano Caprioli (per I segreti di Borgo Larici)
- 2016: Savio Riccardi (per l'onore e il rispetto - quarta stagione)
- 2018: Paolo Vivaldi, Alessandro Sartini (per La vita promessa di Ricky Tognazzi)
- 2019: Andrea Guerra (per Amore pensaci tu di Francesco Pavolini e Vincenzo Terracciano)

#### Miglior regista di una fiction
Riconoscimento istituito nel 2019 su proposta del promotore del premio.
- 2019: Daniele Vicari (per Prima che la notte)

#### Miglior produttore di una fiction
Riconoscimento istituito nel 2019 su proposta del promotore del premio.
- 2019: Maurizio Tini (per Il silenzio dell'acqua di Pier Belloni)

#### Miglior produttrice di una fiction
Riconoscimento istituito nel 2019 su proposta del promotore del premio.
- 2019: Laurentina Guidotti (per Duisburg, linea di sangue di Enzo Monteleone)

#### Miglior attore in una fiction
Riconoscimento istituito nel 2019 su proposta del promotore del premio.
- 2019: Stefano Fresi (per Il nome della rosa di Giacomo Battiato)

#### Miglior attrice in una fiction
Riconoscimento istituito nel 2019 su proposta del promotore del premio.
- 2019: Antonia Liskova (per Basta un paio di baffi di Fabrizio Costa)

### Riconoscimenti per il teatro
Nel 2007, su proposta della associazione italiana scenografi, costumisti ed arredatori, vengono istituiti i premi per i migliori costumi e per la migliore scenografia nel teatro lirico e nel teatro di prosa. Nell'edizione 2009 la distinzione tra lirica e prosa viene superata con l'assegnazione di due sole statuette per il teatro. I premi per la categoria non vengono più assegnato dalla giuria dal 2010.

#### Migliori costumi per il teatro lirico
- 2007: Daniela Ciancio (per l'edizione della Cavalleria Rusticana di Pietro Mascagni con la regia di Roberto De Simone presso il Teatro San Carlo di Napoli)
- 2008: Anna Biagiotti (per l'edizione de La Tosca di Giacomo Puccini con la regia di Franco Zeffirelli presso il Teatro dell'Opera di Roma)

#### Migliore scenografia per il teatro lirico
- 2007: Nicola Rubertelli (per l'edizione della Cavalleria Rusticana di Pietro Mascagni con la regia di Roberto De Simone presso il Teatro San Carlo di Napoli)
- 2008: Hugo De Ana (per l'edizione de Scene da Goethe di Robert Schumann con la regia di Donato Renzetti presso il Teatro San Carlo di Napoli)

#### Migliori costumi per il teatro di prosa
- 2007: Andrea Viotti (per l'edizione di Misura per misura di William Shakespeare con la regia di Gabriele Lavia)
- 2008: Odette Nicoletti (per l'edizione di Faust di Johann Wolfgang Goethe con la regia di Glauco Mauri)

#### Migliore scenografia per il teatro di prosa
- 2007: Luigi Perego (per l'edizione di L'uomo, la bestia e la virtù di Luigi Pirandello con la regia di Fabio Grossi presso il Teatro Eliseo di Roma)
- 2008: Roberto Crea (per l'edizione di N'zularchia di Mimmo Borrelli con la regia di Carlo Cerciello presso il Teatro Mercadante di Napoli)

#### Migliore scenografia per il teatro
- 2009: Maurizio Balò (per l'edizione di Porcile di Pier Paolo Pasolini con la regia di Massimo Castri)

#### Migliori costumi per il teatro
- 2009: Domenico Franchi (per l'edizione di Il carro e i canti di Alessandro Solbiati con la regia di Ignacio García presso il Teatro Verdi di Trieste)

### Riconoscimenti speciali
I premi speciali sono stati istituiti a partire dal 2002 e vengono assegnati ad aziende, istituzioni e professionisti che si sono contraddistinti nel proprio ambito lavorativo.
- 1999: Dante Ferretti (premio speciale in qualità di costumista)
- 2002: Sartoria Tirelli (sartoria cineteatrale)
- 2004: Silvano Rocchetti (acconciatore)
- 2005:
  - Sabrina Ferilli (attrice)
  - Elisa di Rivombrosa di Cinzia Th Torrini (con menzione per le acconciature di Giusy Bovino, il trucco di Bruno Tarallo e i costumi di Claudio Cordaro)
  - Enrico Lucherini (press agent)
  - Sartoria Annamode'68 (sartoria cineteatrale)
- 2006:
  - John Richardson (effetti speciali visivi)
  - Edda di Giorgio Capitani, fiction televisiva (con menzione per le acconciature di Mauro Tamagnini, il trucco di Walter Cossu e i costumi di Elena Biscossi
- 2007:
  - Antonio Albanese (attore)
  - Rai Fiction (produzioni cinetelevisive)
  - Rai Cinema (produzioni cinetelevisive)
  - Sartoria Farani (sartoria cineteatrale)
  - Cinecittà (teatri di posa)
- 2009:
  - Alessandro Gassmann (attore)
  - Rancati Arredamenti (arredi cineteatrali - premio "Azienda Storica" CNA)
- 2012:
  - Giuseppina Maurizi (scenografa - riconoscimento speciale giovani)
  - Pompei (calzature cineteatrali)
- 2014
  - Hollywood Party di Rai Radio 3 (trasmissione radiofonica - premio speciale del Presidente della Giuria)
  - Pieroni Cappelli (laboratorio artigiano - premio "Azienda Storica" CNA)
- 2015
  - Gigi Marzullo (premio speciale della Giuria)
  - Riccardo Donna (premio speciale del Presidente della Giuria)
- 2016
  - Edoardo Leo (premio speciale del Presidente della Giuria)
  - Scenarredo (laboratorio artigiano - premio "Azienda Storica" CNA)
- 2017
  - Renzo Arbore (cantautore, regista)
  - Lunetta Savino (attrice - premio "Impresa Donna" CNA)
- 2018
  - Lo Chiamavano Jeeg Robot (film - premio "Del ventennale Cinearti")
  - Marcello Fonte (attore)
  - Nori (sartoria)
- 2019
  - Stefania Ippoliti (Italian film commissions)

### Targhe speciali
Dal 2002 la giuria ha attribuito delle targhe speciali per le categorie di acconciatura, trucco, scenografia ed arredamento.

#### Targa speciale Cinecittà Studios A.S.C.
La targa speciale è stata assegnata tra il 2002 e il 2006 per le categorie di scenografia ed arredamento su proposta dell'A.S.C. (associazione scenografi, costumisti ed arredatori).
- 2002: Eleonora Ponzoni (per La leggenda di Al, John e Jack di Massimo Venier)
- 2003: Paolo Bonfini (per L'imbalsamatore di Matteo Garrone)
- 2004: Simona Migliotti (per Il cuore altrove di Pupi Avati)
- 2005: Cosimo Gomez (per Il siero delle vanità di Alex Infascelli)
- 2006: Alessandro Marrazzo (riconoscimento speciale)

#### Targa speciale Max Factor
La targa speciale è stata assegnata tra il 2002 e il 2005 per la categoria trucco.
- 2002: Enrico Iacoponi (per L'intrigo della collana di Charles Shyer)
- 2003: Federico Laurenti (riconoscimento speciale alla carriera)
- 2004: Alessandra Sampaolo (riconoscimento speciale alla carriera)
- 2005: Ermanno Spera (per Cuore sacro di Ferzan Özpetek)

#### Targa speciale Wella
La targa speciale è stata assegnata nel 2005 e nel 2014 per le categorie di acconciatura e trucco.
- 2005: Mauro Tamagnini (riconoscimento speciale alla carriera)
- 2014:
  - Francesco Pegoretti (per Anna Karenina di Christian Duguay) - categoria acconciatura
  - Giancarlo Del Brocco (per Anna Karenina di Christian Duguay) - categoria trucco

#### Targa speciale L'Oreal Professionel
La targa speciale è stata assegnata nel 2007 per la categoria di acconciatura.
- 2007: Desireé Corridoni (per Marie Antoinette di Sofia Coppola)

## Film e professionisti plurivincitori
Nel corso degli anni alcuni film e fiction in concorso si sono aggiudicati più di un riconoscimento annuale. Le pellicole Il racconto dei racconti di Matteo Garrone e Vincere di Marco Bellocchio detengono il record di 4 riconoscimenti su 5 disponibili nella categoria. Per la sezione fiction la miniserie Guerra e pace di Robert Dornhelm detiene il record con la vittoria di 3 statuette. L'acconciatore Aldo Signoretti detiene invece il record di vittorie in assoluto come professionista, con 6 statuette ricevute tra il 2002 ed il 2016: nel 2002 per Moulin Rogue! di Baz Luhrman, nel 2005 (premio alla carriera), nel 2007 per Apocalypto di Mel Gibson, nel 2008 per Go go tales di Abel Ferrara, nel 2015 per I Borgia di Tom Fontana, nel 2016 per Zoolander 2 di Ben Stiller. Lo scenografo Paki Meduri detiene il record di realizzazioni, avendo ricevuto tre statuette su tre candidature: nel 2015 e nel 2016 per la serie Gomorra e nel 2016 per il film Suburra di Stefano Sollima.
| Numero di vittorie | Anno | Film Plurivincitore                                        | Categoria | Riconoscimenti                                 |
| ------------------ | ---- | ---------------------------------------------------------- | --------- | ---------------------------------------------- |
| 4                  | 2015 | Il racconto dei racconti - Tale of Tales di Matteo Garrone | Cinema    | acconciatura, trucco, costumi, scenografia     |
| 4                  | 2009 | Vincere di Marco Bellocchio                                | Cinema    | arredamento, acconciatura, trucco, arredamento |
| 3                  | 2008 | Go Go Tales di Abel Ferrara                                | Cinema    | acconciatura, trucco, costumi                  |
| 3                  | 2008 | Guerra e pace di Robert Dornhelm                           | Fiction   | acconciatura, trucco, arredamento              |

## Edizioni del Premio
Il premio Cinearti “La Chioma di Berenice” nasce nel 1998, ad un secolo esatto di distanza dalla nascita del Cinema. La manifestazione si svolge in collaborazione con il “Festival Adriatico Cinema” diretto da Gianfranco Miro Gori e prevede nella prima edizione, ospitata nello storico Cinema Snaporaz di Cattolica, l’assegnazione di tre premi alla carriera, relativi alle categorie di acconciatura e costumi. Dal 1999 al 2003 la manifestazione si svolge presso la fiera del Cosmoprof, promotrice del premio insieme alla CNA fino al 2009. Dal 2004 la cerimonia di premiazione si svolge a Roma.
| Edizione | Anno | Data        | Location                       | Conduttore                      | Direttore artistico  |
| -------- | ---- | ----------- | ------------------------------ | ------------------------------- | -------------------- |
| I        | 1998 | 8 giugno    | Cattolica, Cinema Snaporaz     | Gianfranco Miro Gori            | Gianfranco Miro Gori |
| II       | 1999 | 25 aprile   | Bologna, Fiera                 | Susy Blady                      | Sergio Valente       |
| III      | 2000 | 16 aprile   | Bologna, Fiera                 | Cesare Cadeo, Elisa Triani      | Sergio Valente       |
| IV       | 2001 | 22 aprile   | Bologna, Fiera                 | Pamela Prati                    | Sergio Valente       |
| V        | 2002 | 10 marzo    | Bologna, Palazzo dei Congressi | Tosca d'Aquino                  | Sergio Valente       |
| VI       | 2003 | 9 marzo     | Bologna, Palazzo Albergati     | Vincenzo Mollica                | Sergio Valente       |
| VII      | 2004 | 16 marzo    | Roma, Cinecittà                | Vincenzo Mollica                | Sergio Valente       |
| VIII     | 2005 | 15 marzo    | Roma, Spazio Etoile            | Tosca d'Aquino                  | Alexander Galiano    |
| IX       | 2006 | 13 marzo    | Roma, Salone Margherita (Roma) | Roberta Capua                   | Alexander Galiano    |
| X        | 2007 | 22 ottobre  | Roma, Teatro Valle             | Giancarlo Magalli               | Alexander Galiano    |
| XI       | 2008 | 20 ottobre  | Roma, Roma Eventi              | Giancarlo Magalli               | Alexander Galiano    |
| XII      | 2009 | 23 ottobre  | Roma, Roma Eventi              | Claudia Gerini                  | Alexander Galiano    |
| XIII     | 2011 | 4 novembre  | Roma, Casa del Cinema          | Serena Dandini                  | Alexander Galiano    |
| XIV      | 2012 | 12 novembre | Roma, Casa del Cinema          | Massimo Lopez                   | Alexander Galiano    |
| XV       | 2013 | 16 novembre | Roma, Roma Eventi              | Enzo De Caro                    | Alexander Galiano    |
| XVI      | 2014 | 20 ottobre  | Roma, Capitol Club             | Massimo Lopez                   |                      |
| XVII     | 2015 | 18 ottobre  | Roma, Salone Margherita (Roma) | Giancarlo Magalli               | Graziella Pera       |
| XVIII    | 2016 | 24 ottobre  | Roma, Salone Margherita (Roma) | Giancarlo Magalli               | Graziella Pera       |
| XIX      | 2017 | 17 dicembre | Roma, Salone Margherita (Roma) | Morgana Giovannetti             | Graziella Pera       |
| XX       | 2018 | 9 dicembre  | Roma, Salone Margherita (Roma) | Morgana Giovannetti, Teo Bellia | Graziella Pera       |
| XXI      | 2019 | 15 dicembre | Roma, Spazio Novecento         | Silvia Boschero, Savino Zaba    | Antonio Flamini      |